# Trans-en-Provence
Pour les articles homonymes, voir Trans.
Trans-en-Provence [tʁɑ̃s ɑ̃ pʁɔvɑ̃s] est une commune française située dans le département du Var, en région française Provence-Alpes-Côte d'Azur.

## Géographie

### Localisation
La commune de Trans-en-Provence se trouve directement au sud-est de Draguignan, sous-préfecture du département du Var. La commune fait partie de la communauté d'agglomération Dracénie Provence Verdon agglomération.
La ville et les villages les plus proches de Trans-en-Provence sont : Draguignan (sous-préfecture) à 4,5 km, par la route D 1555, Les Arcs à 5 km, par la route D 1555 et La Motte à 5,5 km, par la route D 47.
Sa latitude est de 43,503 degrés nord et sa longitude de 6,487 degrés est. Ses coordonnées géographiques, en degré-minute-seconde, calculées dans le système géodésique WGS84, sont : 43° 30' 12" de latitude nord et 6° 29' 10" de longitude est. En Lambert-93 du chef-lieu, ses coordonnées géographiques sont : X = 9 820 hectomètres Y = 62 734 hectomètres.

### Communes limitrophes
Trans-en-Provence est limitrophe de seulement trois autres communes :
|  | Draguignan        |          |
|  | Trans-en-Provence | La Motte |
|  | Les Arcs          |          |

### Géologie et relief, hydrographie
La commune de Trans-en-Provence s’étend sur une superficie de 16,99 km2, soit 1 699 hectares.
Elle se trouve aux confins de la zone pyrénéo-provençale, bien définie dans le Var par les massifs des Maures et de l'Esterel.
L'altitude minimum et maximum du village est respectivement de 100 m et 272 m, avec une altitude de 140 m, au niveau de la place de l'Hôtel-de-Ville.
La rivière qui la traverse est la Nartuby, affluent de l'Argens.
Autres cours d'eau sur la commune ou à son aval :
- Ruisseaux le Réal
- la Foux,
- Vallon des Prouits.

### Climat
Pour des articles plus généraux, voir Climat de Provence-Alpes-Côte d'Azur et Climat du Var.
En 2010, le climat de la commune est de type climat méditerranéen franc, selon une étude du Centre national de la recherche scientifique s'appuyant sur une série de données couvrant la période 1971-2000. En 2020, Météo-France publie une typologie des climats de la France métropolitaine dans laquelle la commune est exposée à un climat méditerranéen et est dans la région climatique  Var, Alpes-Maritimes, caractérisée par une pluviométrie abondante en automne et en hiver (250 à 300 mm en automne), un très bon ensoleillement en été (fraction d’insolation > 75 %), un hiver doux (8 °C) et peu de brouillards. 
Pour la période 1971-2000, la température annuelle moyenne est de 14,5 °C, avec une amplitude thermique annuelle de 15,5 °C. Le cumul annuel moyen de précipitations est de 902 mm, avec 6,5 jours de précipitations en janvier et 2,2 jours en juillet. Pour la période 1991-2020, la température moyenne annuelle observée sur la station météorologique de Météo-France la plus proche, « Les Arcs_sapc », sur la commune des Arcs à 4 km à vol d'oiseau, est de 15,5 °C et le cumul annuel moyen de précipitations est de 803,1 mm. 
La température maximale relevée sur cette station est de 41,3 °C, atteinte le 27 juin 2019 ; la température minimale est de −8,7 °C, atteinte le 13 février 1999,,. 
| Mois                                  | jan.          | fév.            | mars          | avril         | mai           | juin          | jui.          | août           | sep.          | oct.            | nov.            | déc.          | année     |
| ------------------------------------- | ------------- | --------------- | ------------- | ------------- | ------------- | ------------- | ------------- | -------------- | ------------- | --------------- | --------------- | ------------- | --------- |
| Température minimale moyenne (°C)     | 1,6           | 1,7             | 4,1           | 7,2           | 11            | 14,5          | 16,7          | 16,4           | 13,1          | 10,1            | 5,7             | 2,5           | 8,7       |
| Température moyenne (°C)              | 7,3           | 8,1             | 11            | 14,1          | 18            | 22,3          | 24,8          | 24,7           | 20,6          | 16,5            | 11,2            | 7,9           | 15,5      |
| Température maximale moyenne (°C)     | 13,1          | 14,5            | 17,8          | 20,9          | 25,1          | 30            | 33            | 33             | 28,2          | 22,8            | 16,8            | 13,3          | 22,4      |
| Record de froid (°C) date du record   | −8,2 30.01.05 | −8,7 13.02.1999 | −8,2 02.03.05 | −2,8 08.04.21 | 3,1 07.05.19  | 4,1 03.06.06  | 8,7 17.07.00  | 8,9 31.08.1998 | 4,2 21.09.17  | −2,2 30.10.1997 | −8,1 23.11.1998 | −8,6 25.12.01 | −8,7 1999 |
| Record de chaleur (°C) date du record | 23,1 10.01.15 | 26,3 03.02.20   | 28,2 22.03.02 | 30,8 07.04.11 | 35,5 27.05.22 | 41,3 27.06.19 | 39,7 20.07.23 | 40,7 08.08.15  | 37,5 05.09.16 | 33,9 08.10.23   | 26,3 06.11.13   | 22,5 24.12.18 | 41,3 2019 |
| Précipitations (mm)                   | 61,9          | 52,8            | 52,5          | 66,4          | 56,8          | 57,7          | 16,4          | 32,7           | 62,9          | 117             | 146,6           | 79,4          | 803,1     |

| Diagramme climatique                                  |             |             |             |            |            |            |            |              |             |              |             |
| J                                                     | F           | M           | A           | M          | J          | J          | A          | S            | O           | N            | D           |
| 13,11,661,9                                           | 14,51,752,8 | 17,84,152,5 | 20,97,266,4 | 25,11156,8 | 3014,557,7 | 3316,716,4 | 3316,432,7 | 28,213,162,9 | 22,810,1117 | 16,85,7146,6 | 13,32,579,4 |
| Moyennes : • Temp. maxi et mini °C • Précipitation mm |             |             |             |            |            |            |            |              |             |              |             |

Les paramètres climatiques de la commune ont été estimés pour le milieu du siècle (2041-2070) selon différents scénarios d'émission de gaz à effet de serre à partir des nouvelles projections climatiques de référence DRIAS-2020. Ils sont consultables sur un site dédié publié par Météo-France en novembre 2022.

### Sismicité
Il existe trois zones de sismicité dans le Var :
- Zone 0 : risque négligeable. C'est le cas de bon nombre de communes du littoral varois, ainsi que d'une partie des communes du centre Var. Malgré tout, ces communes ne sont pas à l'abri d'un effet tsunami, lié à un séisme en mer.
- Zone Ia : risque très faible. Concerne essentiellement les communes comprises dans une bande allant de la montagne Sainte-Victoire au massif de l'Esterel.
- Zone Ib : risque faible. Ce risque, le plus élevé du département mais qui n'est pas le plus haut de l'évaluation nationale, concerne 21 communes du nord du département.

La commune de Trans-en-Provence est en zone sismique de très faible risque « Ia ».

## Urbanisme

### Typologie
Au 1er janvier 2024, Trans-en-Provence est catégorisée ceinture urbaine, selon la nouvelle grille communale de densité à sept niveaux définie par l'Insee en 2022.
Elle appartient à l'unité urbaine de Draguignan, une agglomération intra-départementale regroupant six  communes, dont elle est une commune de la banlieue,,. Par ailleurs la commune fait partie de l'aire d'attraction de Draguignan, dont elle est une commune de la couronne,. Cette aire, qui regroupe 11 communes, est catégorisée dans les aires de 50 000 à moins de 200 000 habitants,.

### Occupation des sols

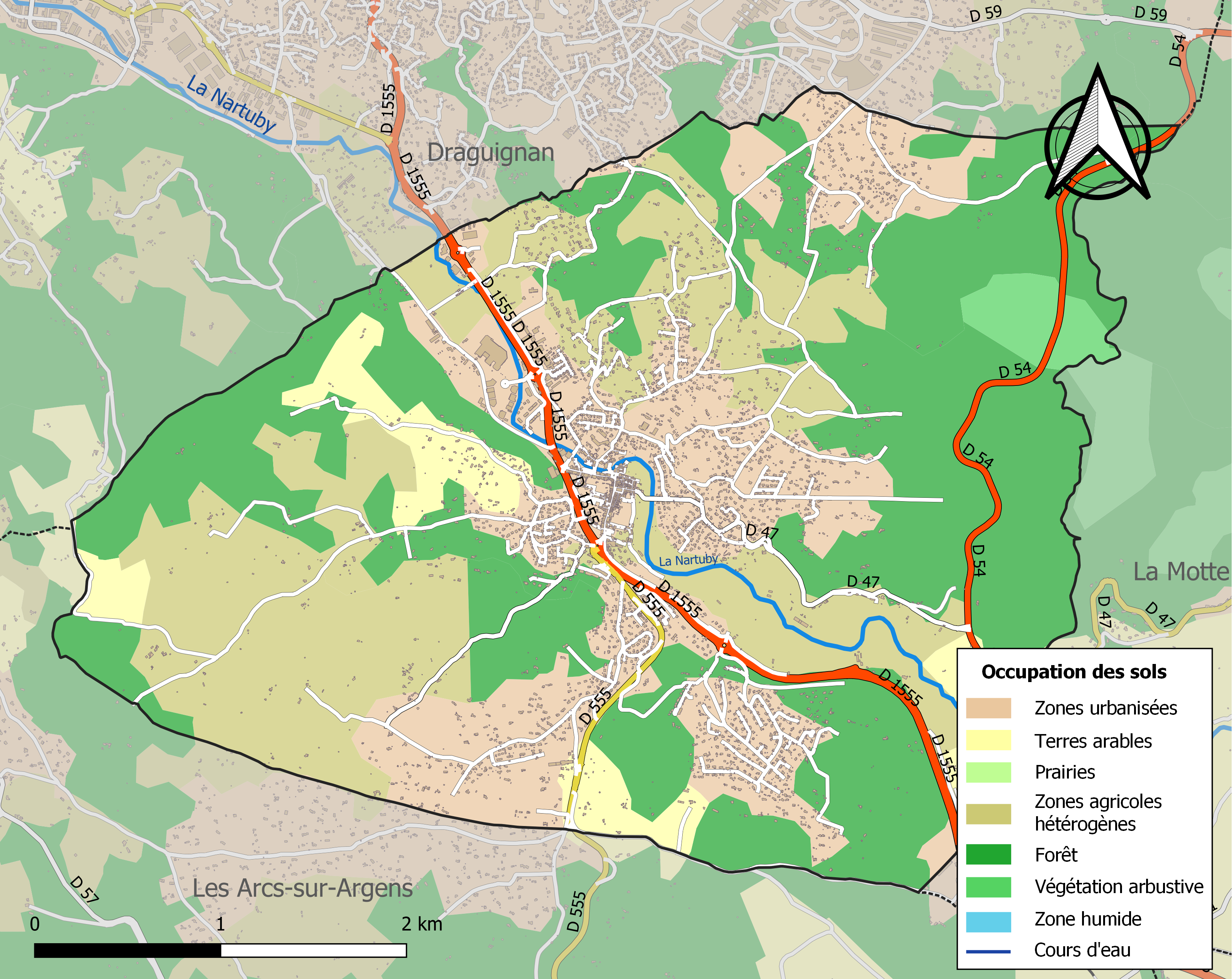
Carte des infrastructures et de l'occupation des sols de la commune en 2018 (CLC).

L'occupation des sols de la commune, telle qu'elle ressort de la base de données européenne d’occupation biophysique des sols Corine Land Cover (CLC), est marquée par l'importance des forêts et milieux semi-naturels (42,6 % en 2018), en diminution par rapport à 1990 (59,4 %). La répartition détaillée en 2018 est la suivante :
forêts (41 %), zones agricoles hétérogènes (26,4 %), zones urbanisées (21,9 %), cultures permanentes (6,9 %), zones industrielles ou commerciales et réseaux de communication (2,3 %), milieux à végétation arbustive et/ou herbacée (1,6 %). L'évolution de l’occupation des sols de la commune et de ses infrastructures peut être observée sur les différentes représentations cartographiques du territoire : la carte de Cassini (XVIIIe siècle), la carte d'état-major (1820-1866) et les cartes ou photos aériennes de l'IGN pour la période actuelle (1950 à aujourd'hui).
La commune dispose d'un plan local d'urbanisme, et relève du schéma de cohérence territoriale de la Dracénie.

### Voies de communication et transports

#### Axe routier
La commune de Trans-en-Provence est reliée, par la D 1555, à l'autoroute A8 (échangeur no 36 au Muy, à 7 km).
Par l'autoroute A8, elle est située à 53 km de Cannes (Alpes-Maritimes), à 82 km de Toulon (préfecture du Var - 83), à 86 km de Nice (Alpes-Maritimes), à 106 km de Monaco Monte-Carlo, à 107 km d’Aix-en-Provence (Bouches-du-Rhône), à 138 km de Marseille (Bouches-du-Rhône) et en enchainant avec l'autoroute A7 et A6, à 866 km de Paris.

#### Transport ferroviaire
La gare la plus proche est celle des Arcs-Draguignan, située à 7 km. Elle est desservie par le TGV et le TER. Des navettes en bus ont été mises en place par la communauté d'agglomération, entre Trans-en-Provence et la gare des Arcs-Draguignan.

#### Transport aérien
Les aéroports les plus proches sont ceux de Nice Côte d'Azur (Alpes-Maritimes) à 77,7 km et de Toulon-Hyères (Var) à 87,3 km, par l’autoroute A8.

#### Transports en commun
Les bus de la ligne 5 des Transports en Dracénie relie la commune à Draguignan.

## Toponymie
La commune se nomme Tranç en provençal de norme classique et Trans en provençal de norme mistralienne. La prononciation locale est /traŋs/.

## Histoire
Il s'agit, à l’origine, de plusieurs villages répartis le long de la rivière Nartuby. En effet, à cet endroit, la rivière connait plusieurs chutes dues à une forte déclivité. La force hydraulique récupérée grâce à plusieurs barrages, moulins et aménagements hydrauliques à différents endroits a permis différents foyers primitifs. Plusieurs églises à vocation paroissiale ont été construites. Outre l'église principale, on peut citer l'ancienne paroisse Saint-Roch-et-Notre-Dame. Un autre site était implanté sur la colline Saint-Victor et son déplacement a donné le nom de Trans (trans, en latin, signifie au-delà). Le nom apparaît en 1004, dans des actes du cartulaire de l’abbaye de Saint-Victor de Marseille.
Mais longtemps le village fonctionnera comme quatre entités autonomes. Les gains des activités produites par les moulins à eau sont considérables. Rivalités, jalousies et divisions des familles propriétaires du foncier ont perpétué l'éclatement du village au cours des siècles. Par exemple, l'église Saint-Roch (aujourd'hui chapelle) sera agrandie et reconstruite en 1680 ce qui renforcera le bourg de Saint-Roch, de fait autonome, par rapport au nouveau bourg de Trans.
De nos jours, on peut encore voir cette division territoriale dans l'architecture du village. La taille des lieux de culte était disproportionnée pour un village ne comptant même pas un millier d'habitants. Quatre églises indépendantes dominaient les bourgs ou anciennes paroisses suivantes :
- Saint-Victor (le vieux Bourg, plus ancien établissement sur la colline du même nom et occupant toute la rive gauche)
- Saint-Roch (considéré comme le plus riche et plus grand concurrent du nouveau bourg)
- Trans-Saint-Victor (simplifié par la suite en "Trans" ou Tranç en provençal)
- Le Bousquet (rattaché à l'église Notre-Dame-de-Pitié)[20]

Sur la carte IGN, on retrouve le nom des anciennes paroisses transformées aujourd'hui en quartiers. La topographie actuelle indique : "St-Roch", "Le Bosquet" et "St-Victor".
À la fin du XIIe siècle, le village faisait partie du domaine direct du comte de Provence qui le donne en fief, en 1200, à Giraud de Villeneuve. De cette date jusqu’en 1789, les membres de la famille de Villeneuve seront seigneurs de Trans. Au XIVe siècle, la demeure du seigneur est transformée en château fort.
En 1348, la peste noire fait des ravages et la population du village diminue et n’augmentera à nouveau qu’un siècle plus tard. Le village se transforme avec la naissance et le développement de la culture de l’olivier. Une procédure des habitants contre le seigneur aboutit à une transaction.
Au milieu du XVIe siècle, le village compte 500 à 600 habitants. En 1506, Louis de Villeneuve reçoit du roi Louis XII le titre de marquis de Trans pour sa conduite et les services rendus à la Couronne pendant les guerres d’Italie: c'est le plus ancien titre de marquis de France. Au cours de la lutte entre François Ier et Charles Quint, Trans est envahie deux fois et reste fidèle au roi de France. Un nouveau litige se déclare entre le seigneur et les Transians. Puis ce fut la période de la guerre de Religion au cours de laquelle le village sera pillé par le parti carciste (catholiques), puis les Razats (opposants) feront le siège du château. Le château du marquis de Trans est enlevé par les protestants en 1579. Le village échappe à une nouvelle épidémie de peste à la fin du siècle. La guerre reprend et durera une dizaine d’années ; elle fut extrêmement violente et ruineuse pour le village.
Au XVIIe siècle, la culture de l’olivier se développe encore ; un deuxième moulin à huile est construit et un troisième en projet ce qui permet d’améliorer le sort de ses habitants. Le marquis ne réside plus dans le village ; il occupe des fonctions dans l’armée ou la marine. Au début du XVIIe siècle, Trans connaît les affres de la guerre et, en 1709, un terrible hiver qui va geler les oliviers plonge le pays dans la misère. En 1720, la peste menace à nouveau le village. À nouveau, en 1746, des troupes occupent les lieux. En 1730 est créée la première filature de soie. Le marquis et les villageois s’opposent encore dans un litige : c’est l’époque des « temps orageux ». Dans la deuxième partie du siècle, Trans connait une certaine prospérité (construction d’un 6e moulin à huile), mais aussi des années difficiles dans la décennie 1780 et voit sa population s’accroître (1 200 habitants en 1789) ; le village se transforme (hôtel de ville, agrandissement de l’église, nouveau pont sur la Nartuby). Les Transians adhèrent à la Révolution. Il n’y a pas de violence ni de malveillance au cours des années difficiles.
Le début du XIXe voit le retour de l’ordre et du calme, mais des jours sombres surviennent : mauvaises récoltes, conscriptions mal acceptées qui génèrent mécontentement et misère. La misère va durer jusqu’au milieu du siècle. La seconde partie du XIXe siècle est une période de transformations : développement industriel et commercial ; production d’huile d’olive (quatorze moulins sur le territoire de la commune), scieries, minoterie ; arrivée du chemin de fer (1864), création d’une usine électrique. Le développement de l’activité attire une main-d’œuvre en provenance d’Italie. La population atteint un maximum en 1872 : 1 611 habitants. À la fin du siècle, la crise agricole entraîne un déclin (concurrence des huiles étrangères). La population décroît. La République est chaleureusement accueillie en 1870 et la majorité des électeurs va se situer à gauche jusqu’en 1914.
Après la Grande Guerre, le déclin du village se poursuit. Le village compte 823 habitants en 1921, son point le plus bas. Une nouvelle vague d’immigration dans les années 1920-1930 permet à la population d’augmenter. L’opinion politique reste à gauche. Dans le domaine économique, les activités agricoles s’affaiblissent et les industries disparaissent progressivement. En 1956, le gel des oliviers met un terme à la principale activité agricole.
La croissance de la population commence dans les années 1960 et s’accélère dans les années 1970, pour atteindre 5 531 habitants en 2010. Elle est principalement composée de retraités, militaires, employés de l’administration et du commerce. L’opinion politique se modifie : majoritairement à gauche jusqu’en 1981, elle bascule franchement à droite après cette date. Puis à l'extrême-droite à partir de 2015 (plus de 55 % des voix pour le Front-National aux élections régionales) et plus de 57 % aux présidentielles.
La commune a été victime de deux inondations catastrophiques, le 6 juillet 1827, et le 15 juin 2010 (4 morts).

## Politique et administration
La commune fait partie de l'aire urbaine de Draguignan.

### Tendances politiques et résultats
De 1871 à 1936, le clivage entre la Droite et la Gauche se situe, dans un premier temps entre les monarchistes et bonapartistes, d’une part, et les républicains, d’autre part ; puis, entre la défense de la religion et l’anticléricalisme, ; enfin, d’un côté, le socialisme et le communisme, face à leurs adversaires.
À travers les résultats des élections à Trans, il est possible de distinguer trois périodes successives au cours de la Troisième République, régime politique de la France de 1870 à 1940 :
- une vague républicaine à gauche de 1871 à 1906
- un recentrage de 1910 à 1924
- un nouvel élan à gauche de 1928 à 1936

De 1945 à 1981, la gauche capte la majorité des voix (mise à part, paradoxalement, la présidentielle de 1981 !). Depuis 1984, les Transians votent en faveur de la droite.
En 69 ans, la répartition s’est inversée : en 1945, la droite est très faible à Trans, la gauche obtient 88 % des suffrages exprimés. En 2014, la gauche n’obtient plus que 18 % des voix, mais la Droite parvient à 82 % et se maintient au-dessus de 65 % depuis 2004 ; de plus, l’alternative droite-gauche n’est plus le seul choix possible.
Sauf pour les élections de l'assemblée constituante de 1945 et celles de 1946, le vote communiste devance le vote socialiste au cours de la période 1946-1956 ; après cette date, le PC conserve une forte proportion des voix jusqu’en 1979.
À partir de 1984, l’opinion exprimée par les Transians bascule à droite ; le vote FN prend de l’importance et s’installe durablement dans le paysage électoral du village jusqu'à obtenir la majorité absolue des suffrages au 1er tour des élections régionales de 2015.
(Source Ministère de l'Intérieur - élections législatives, élections présidentielles, élections européennes, élections régionales)

### Liste des maires
| Période                                  | Période                   | Identité                       | Étiquette       | Qualité |
| ---------------------------------------- | ------------------------- | ------------------------------ | --------------- | --- |
| Les données manquantes sont à compléter. |                           |                                |                 | |
| 1939                                     | 1944                      | Jules Saurin                   |                 | |
| 1944                                     | ?                         | Georges Poulet                 |                 | |
| ?                                        | ?                         | Louis Cottereau                |                 | |
| 1965 ?                                   | 1983 ?                    | Joseph Béraud (1912-1992)      |                 | |
| mars 1983                                | mars 2001                 | Jean-Pierre Portheret (1943- ) | UDF-PR          | Professeur de sport                                                                                            |
| mars 2001                                | mai 2020                  | Jacques Lecointe (1945-)       | RPR puis UMP-LR | Commercial retraité 2e vice-président de la CA dracénoise (? → 2020)                                           |
| mai 2020                                 | En cours (au 26 mai 2020) | Alain Caymaris (1962- )        | LR              | Cadre commercial, ancien premier adjoint 8e vice-président de Dracénie Provence Verdon agglomération (2020 → ) |

### Intercommunalité
Trans-en-Provence fait partie de la communauté de Dracénie Provence Verdon agglomération (ex-communauté d'agglomération Dracénoise) qui regroupe vingt-trois communes du département du Var, dont Draguignan de 110 014 habitants en 2017, créée le 31 octobre 2000. Les 23 communes composant la communauté d'agglomération en 2017 sont (par ordre alphabétique) :
- Communes fondatrices
  - Draguignan ; Châteaudouble ; Figanières ; La Motte ; Les Arcs ; Lorgues ; Taradeau ; Trans-en-Provence
- Communes ayant adhéré ultérieurement
  - Ampus ; Bargemon ; Bargème ; Callas ; Claviers ; Comps-sur-Artuby ;  Flayosc ; La Bastide ; La Roque-Esclapon ; Le Muy ; Montferrat ; Saint-Antonin-du-Var ; Salernes ; Sillans-la-Cascade ; Vidauban

### Budget et fiscalité 2021
En 2021, le budget de la commune était constitué ainsi :
- total des produits de fonctionnement : 6 408 000 €, soit 1 066 € par habitant ;
- total des charges de fonctionnement : 6 007 000 €, soit 1 000 € par habitant ;
- total des ressources d’investissement : 626 000 €, soit 104 € par habitant ;
- total des emplois d’investissement : 1 836 000 €, soit 305 € par habitant.
- endettement : 5 325 000 €, soit 886 € par habitant.

Avec les taux de fiscalité suivants :
- taxe d’habitation : 13,95 % ;
- taxe foncière sur les propriétés bâties : 35,07 % ;
- taxe foncière sur les propriétés non bâties : 70,00 % ;
- taxe additionnelle à la taxe foncière sur les propriétés non bâties : 0,00 % ;
- cotisation foncière des entreprises : 0,00 %.

Chiffres clés Revenus et pauvreté des ménages en 2020 : Médiane en 2020 du revenu disponible, par unité de consommation : 23 510 €.

### Politique environnementale
La commune dispose d'une station d'épuration.

### Jumelages
Trans-en-Provence est officiellement jumelée, depuis 2006, à la commune de Gamlitz, en Autriche.
Cette charmante bourgade autrichienne, d’une superficie de 34,5 km2, est située à 278 mètres d’altitude et compte un peu plus de 3 000 habitants. Profitant d’un climat doux et méditerranéen, elle est la plus grande commune viticole de la Styrie (district sud de Leibnitz), avec plus de 550 hectares de vignobles et environ 180 domaines viticoles. Sa production de vins est mondialement connue.
À l’entrée sud du village de Trans-en-Provence, une fresque réalisée par Philippe Makabrou orne la fontaine du rond-point Gamlitz et symbolise ce jumelage.

## Population et société

### Démographie
L'évolution du nombre d'habitants est connue à travers les recensements de la population effectués dans la commune depuis 1793. Pour les communes de moins de 10 000 habitants, une enquête de recensement portant sur toute la population est réalisée tous les cinq ans, les populations de référence des années intermédiaires étant quant à elles estimées par interpolation ou extrapolation. Pour la commune, le premier recensement exhaustif entrant dans le cadre du nouveau dispositif a été réalisé en 2007.

En 2022, la commune comptait 6 595 habitants, en évolution de +14,3 % par rapport à 2016 (Var : +4,98 %, France hors Mayotte : +2,11 %).
| 1793  | 1800  | 1806  | 1821  | 1831  | 1836  | 1841  | 1846  | 1851  |
| ----- | ----- | ----- | ----- | ----- | ----- | ----- | ----- | ----- |
| 1 200 | 1 316 | 1 300 | 1 394 | 1 385 | 1 388 | 1 317 | 1 379 | 1 394 |

| 1856  | 1861  | 1866  | 1872  | 1876  | 1881  | 1886  | 1891  | 1896  |
| ----- | ----- | ----- | ----- | ----- | ----- | ----- | ----- | ----- |
| 1 418 | 1 609 | 1 671 | 1 611 | 1 537 | 1 387 | 1 406 | 1 201 | 1 203 |

| 1901  | 1906  | 1911  | 1921 | 1926  | 1931  | 1936  | 1946  | 1954  |
| ----- | ----- | ----- | ---- | ----- | ----- | ----- | ----- | ----- |
| 1 204 | 1 225 | 1 064 | 919  | 1 068 | 1 122 | 1 064 | 1 016 | 1 152 |

| 1962  | 1968  | 1975  | 1982  | 1990  | 1999  | 2006  | 2007  | 2012  |
| ----- | ----- | ----- | ----- | ----- | ----- | ----- | ----- | ----- |
| 1 290 | 1 530 | 2 339 | 3 156 | 4 003 | 4 780 | 5 312 | 5 388 | 5 562 |

| 2017  | 2022  | - | - | - | - | - | - | - |
| ----- | ----- | - | - | - | - | - | - | - |
| 5 847 | 6 595 | - | - | - | - | - | - | - |

### Enseignement
Établissements d'enseignements :
- Il y a une crèche, une école maternelle et primaire Jean-Moulin.
  - La crèche regroupe 20 enfants.
  - L'école maternelle regroupe 171 enfants.
  - L'école élémentaire regroupe 338 enfants.
- Collège Jacques-Prévert (Les Arcs) à 8 km.
- Lycée Jean-Moulin (Draguignan) à 5 km.

### Manifestations culturelles et festivités
- La fête de la Saint-Roch a lieu chaque année, pendant la semaine qui suit le 15 août. Durant plusieurs jours, concours de pétanque, aioli, bals et concerts sont organisées au sein du village. Il semblerait que cette fête patronale fut instaurée dès le XVIe siècle et que l’on faisait déjà, à l'époque, une procession religieuse en l'honneur de saint Roch, agrémentées de festivités païennes. Il est à rappeler que le quartier Saint-Roch est un des principaux foyers primitifs avant la fusion en une seule commune ayant pris le nom définitif de Trans. Cette ancienne paroisse très populaire dont l'activité tournait principalement autour des moulins abritait de nombreux commis, tâcherons et artisans. La population laborieuse organisait de nombreuses festivités païennes. L'église a toujours eu le souci d'encadrer ces activités. La procession religieuse de saint Roch remonterait à cette époque.
- Tout au long de l’année, de nombreuses autres manifestations sont organisées par la municipalité et les associations : Loto, apéritif de quartier, carnaval, commémoration, débarquement de Provence…

### Santé
- La commune de Trans-en-Provence offre la possibilité d’un ensemble de soins et de services sanitaires : médecine générale, dentiste, kinésithérapie, ostéopathie, podologie, pharmacie…
- Par sa proximité, la ville voisine de Draguignan permet d’étendre ou d’apporter d’autres soins complémentaires par le biais d’un plus large choix de médecins, spécialistes (pédiatrie, cardiologie, endocrinologie, rhumatologie, orl, dermatologue…) et chirurgiens, laboratoires et machineries médicales, centre hospitalier et cliniques.
- L'hôpital le plus proche est le centre hospitalier de la Dracénie et se trouve à Draguignan, à 5 km[44],[45]. Il dispose d'équipes médicales dans la plupart des disciplines[46] : pôles médico-technique ; santé mentale ; cancérologie ; gériatrie ; femme-mère-enfant ; médecine-urgences ; interventionnel.

### Sports
La commune de Trans-en-Provence possède plusieurs fédérations et infrastructures sportives : gym, foot, basket, tennis, pétanque, pêche… Elle met aussi à la disposition des différentes associations culturelles et clubs sportives transians, diverses salles communales tout au long de l'année.
La proximité de la ville de Draguignan permet d'avoir accès à un plus large éventail de loisirs et activités sportives, tels que la natation, l'équitation, le rugby, le hand-ball, les sports de glisse et de combat, la danse…

### Cultes
- Culte catholique - église Saint-Victor (20, place de l'Église, 83720 Trans-en-Provence)[47], Diocèse de Fréjus-Toulon : office religieux le samedi soir, le dimanche matin et pendant les fêtes religieuses.
- Culte musulman -mosquée ET-Taqwa (195, boulevard Rempart, 83300 Draguignan) et mosquée Al Imane (28 avenue 18-Juin-1940, 83300 Draguignan)[48].
- Culte hébraique - synagogue de Draguignan (15, rue de l'Observance, 83300 Draguignan)[49].
- Cultes protestant  - temple de Draguignan (20, boulevard Général-Leclerc, 83300 Draguignan)[50].

## Économie

### Agriculture

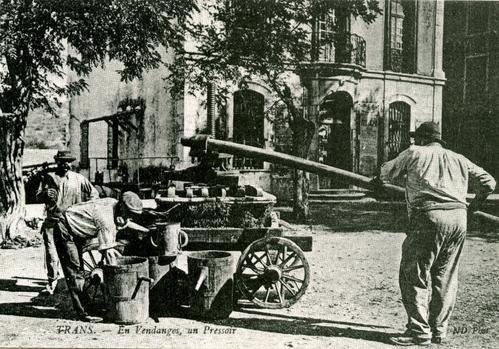
Pressoir à levier lors de vendange au début du XXe siècle.

La commune a droit à trois AOC, pour son huile d'olive de Provence et pour ses vins Côtes-de-provence et côtes-de-provence Fréjus.
Coopérative vinicole La Transiane.

### Tourisme
Ce village provençal est au centre d’un vaste bassin touristique et aux abords de nombreux sites renommés, comme : le Rocher de Roquebrune (Var) à 18 km, par la route D 25, Les pittoresques villages du Haut-Var (Tourtour, Entrecasteaux, Sillans-la-Cascade, Aups…) à moins de 20 km, par la route D 557, L’abbaye du Thoronet (Var) à 30 km, par la route DN 7, les plages de Fréjus-Saint-Raphaël (Var) à 27 km et celle des Issambres (Var) à 35 km, par la route D 7, Saint-Tropez (Var) à 43 km, par la route D 25, le lac de Sainte Croix (Var et Alpes-de-Haute-Provence) à 48 km, par la route D 49, les gorges du Verdon (Var et Alpes-de-Haute-Provence) à 55 km, par la route D 54, Saint-Maximin-la-Sainte-Baume (Var) à 72 km, par la route par N 555 et le plateau de Valensole (Alpes-de-Haute-Provence) à 79 km, par la route D 557.
L'office du tourisme de Trans-en-Provence se situe à l'entrée sud du village, après le rond-point Gamlitz.
En comparaison avec les villes côtières de la Côte d'Azur et malgré sa position géographique, entre mer et montagne, l'impact touristique sur la commune de Trans-en-Provence reste moyen, pour ne pas dire faible. Le village et la CAD continuent néanmoins à offrir un large choix d'infrastructures hôtelières et de restauration : hôtel, locations estivales, chambres d'hôtes, camping, restaurant, snack…
L'environnement paisible de la région, le développement des commodités et la proximité de grands axes touristiques, a toutefois permis de fidéliser un certain tourisme familial et l'essor des résidences secondaires.

### Commerces et services
- Commerces et services de proximité[52].
- Centre commercial[53]

## Culture locale et patrimoine

### Lieux et monument

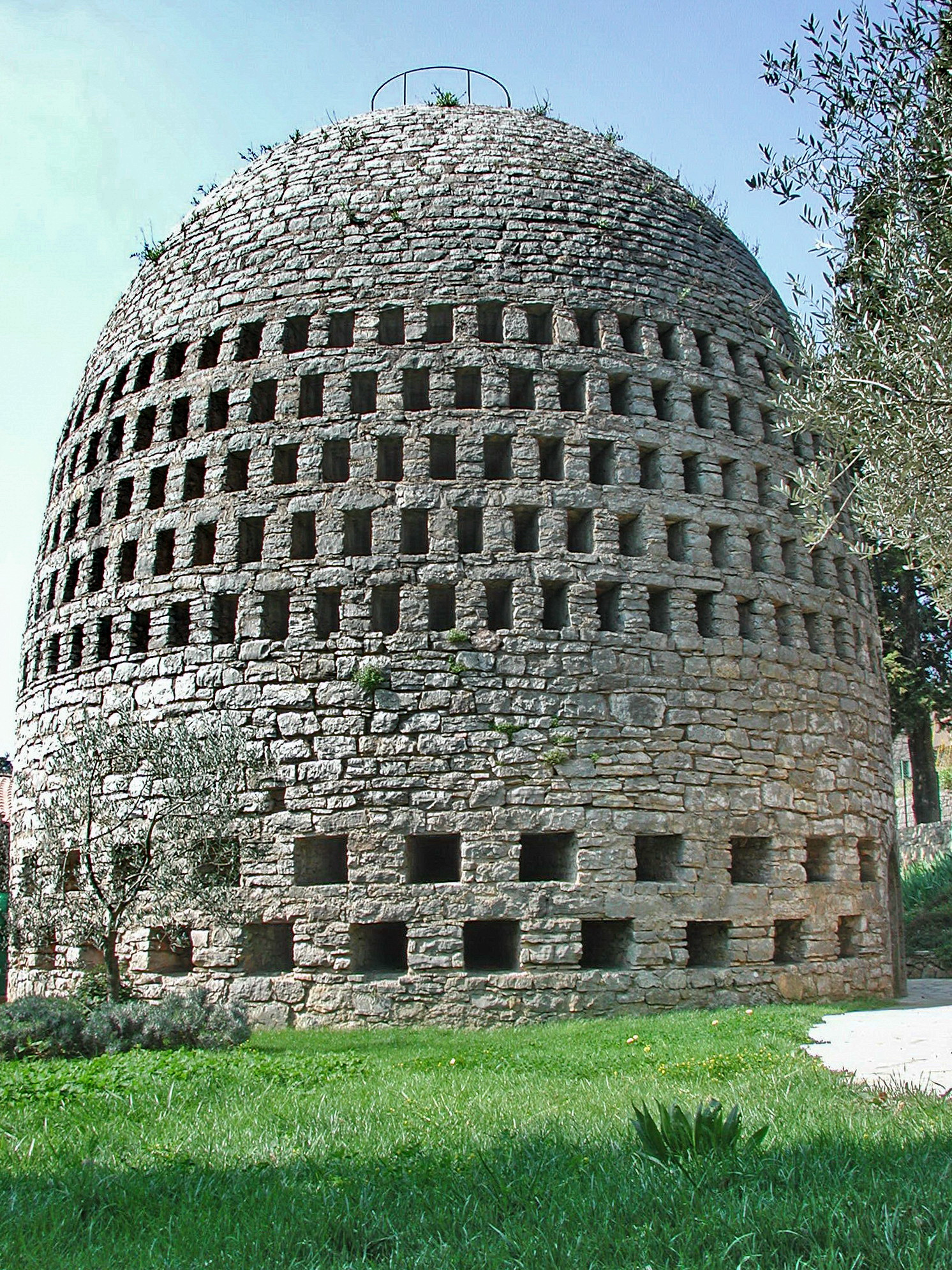
Le puits aérien de l'ingénieur belge, Achile Knappen (1930).

Trans-en-Provence comporte trois édifices protégés comme monuments historiques :
- L'ancien hôtel de ville, construit entre 1779 et 1781, sur les ruines d'un ancien château appartenant à la famille seigneuriale De Villeneuve. Sa façade de style Louis XV est particulièrement remarquable. Restaurée en 1982, elle est inscrite sur l'inventaire supplémentaire des monuments historiques[54]. La porte en chêne moulurée est d'esprit Louis XV. Au 1er étage, trois balcons constituent un bel ornement. Au-dessus de la fenêtre centrale, on peut voir un cadran solaire encadré par deux amours peints. L'ensemble est couronné par un fronton triangulaire sculpté.
- La fontaine de la place de l'Église, édifiée vers 1775 et contemporaine de l'ancien hôtel de ville. Elle est inscrite sur l'inventaire supplémentaire des monuments historiques[55].
- Le Puits aérien (tour de récupération de la rosée ambiante)[56] de l'ingénieur belge Achile Knappen (1930)… toujours sec : matins et soirs, étés comme hivers[57]. Il devait permettre de récupérer l'humidité nocturne par condensation pour irriguer les cultures, mais conçu pour l'Afrique, ses rendements furent décevants[58],[59].

Parmi les lieux de culte de la commune :
- L'église du XVe siècle, richement décorée et dédiée à saint Victor, fut consacrée en 1496 par Nicolas de Fiesque, évêque de Fréjus, sous le titre de Notre-Dame-de-l'Aire. Incendiée en 1536, par les troupes de Charles Quint qui envahirent le village, elle est reconstruite entre 1536 et 1545[60]. Les cloches sont classées au titre des objets mobiliers3[61],[62]. L'orgue a été inauguré le 17 juin 2015[63].
- La chapelle Saint-Victor[64], construite en 1490. Agrandie une 1re fois au XVIIe siècle et une seconde fois au XVIIIe siècle, par l'adjonction d'un collatéral.
- La chapelle Notre-Dame, située à l'entrée du village et édifiée par Marguerite de Pontevès, épouse d'Arnaud de Villeneuve, baron de Trans[65]. C'est un ex-voto élevé à la suite d'un vœu fait par celui-ci au cours d'un naufrage. Elle renferme une pietà offerte par la reine Marie Amélie, épouse du roi Louis Philippe.
- Les chapelles Saint-Vincent[66] et Saint-Roch[67].

Autres lieux et monuments :
- Le monument aux morts[68],[69],[70].
- Le pont Bertrand, en plein cœur du village, surplombant la Nartuby et permettant d'admirer de jolies cascades, composées de différentes strates de roches, sculptées par les eaux.
- La fontaine de la place de l'Hôtel-de-Ville, édifiée au XIXe siècle et se composant d'un bassin circulaire avec piédestal central, surmonté d'une pyramide et couronnée par une boule. Les faces du piédestal sont ornées de mascarons en forme de têtes d'hommes perruquées. L'originalité de cette fontaine réside dans la polychromie des marbres des plaques et des mascarons.
- Le Vieux Moulin (construction troglodyte), reconverti en restaurant gastronomique[71],[72].
- Ancien parc du marquis de Trans[73].

### Personnalités liées à la commune

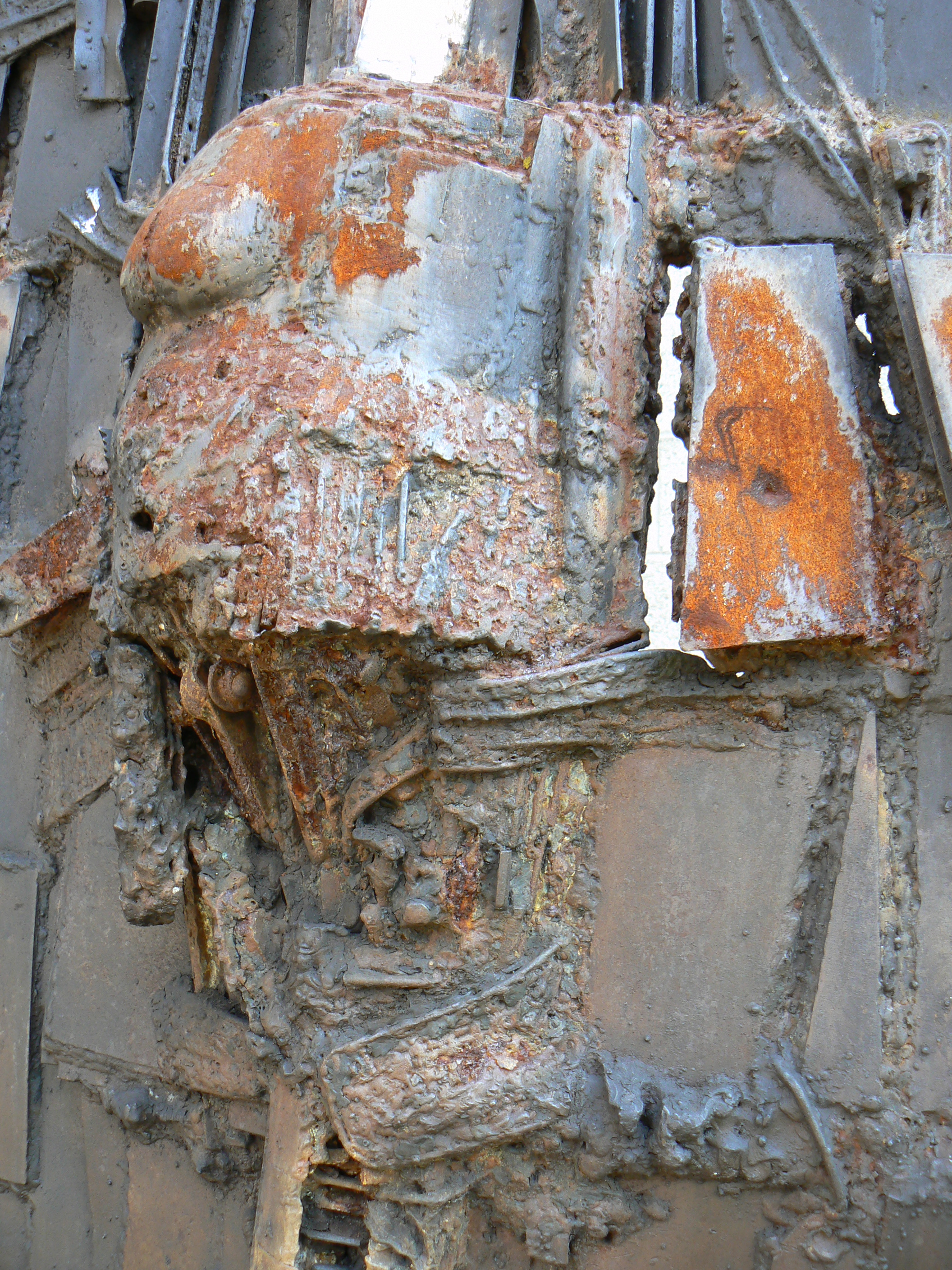
Sculpture (detail) L'Homme de Figanieres (1964) par César Baldaccini - Duisburg, Allemagne - Photo : Gerardus 2008.

- César Baldaccini, dit César (1921-1998), sculpteur français : En 1949, ses moyens sont modestes et par manque d'argent, César ne peut travailler des matières nobles, comme le bronze ou le marbre. De passage à Trans-en-Provence, il s’initie alors à la soudure à l’arc, dans une menuiserie industrielle du village et réalise ses premières sculptures métalliques, en utilisant des matériaux de récupération peu coûteux ; une matière qui lui offre plusieurs avantages : une grande variété de formes et de colorations, une facilité d’exécution et de retouche, tout en étant un matériau définitif, peu onéreux. En s’appropriant la technique de la soudure à l'arc, à Trans-en-Provence, César créera plus de 300 constructions jusqu'en 1966. En tant que Nouveau Réaliste, sont art est aujourd'hui mondialement reconnu et collectionné par les plus grands musées (Centre Pompidou, Tate Gallery, MoMA…) et collectionneurs privés. Ses œuvres majeures sont Les Compressions, Les Expansions, Les Empreintes humaines, Les Fers et Les Animaux imaginaires. Il est également le créateur du trophée César du cinéma (1976), une compression en bronze qui récompense les professionnels du cinéma français.
- Achille Knapen, ingénieur belge, lauréat de l'Académie des sciences de Belgique et de la Société des ingénieurs civils de France, constructeur du puits aérien de Trans-en-Provence[74].
- Léon Emile Vidal, fondateur du sanatorium Renée Sabran[75] à Giens, médecin en chef des sanatoria Renée Sabran (Hôpital Renée Sabran) et Alice Fagniez à Hyères les Palmiers, est né le 26 juillet 1834 à Trans (Var), vixit le 28 août 1926 à Hyères-les-Palmiers (Var) en son domicile du 39, avenue Alphonse-Denis sur la place Clemenceau.

### L'affaire de Trans-en-Provence (ovni)
Le 8 janvier 1981, Renato Nicolaï, ouvrier à la retraite de 52 ans et habitant de Trans-en-Provence, déclare avoir vu un ovni ayant la forme « de deux assiettes renversées l'une contre l'autre » se poser en contrebas de son jardin. Craignant le ridicule, il en parle à son épouse, laquelle en parle autour d'elle, suscitant par la suite une enquête de gendarmerie.
L'affaire de Trans-en-Provence a fait l'objet également d'une enquête de la part du GEPAN. Le manque de sérieux de cette enquête a été vivement critiqué par les sceptiques. L'explication considérée comme la plus plausible pour ce cas aujourd'hui est que le témoin a menti pour créer un canular à l'intention de ses voisins, et que la trace physique prétendument laissée par l'engin extraterrestre était en réalité un ripage de pneu.

### Héraldique
|  | Les armoiries de Trans-en-Provence se blasonnent ainsi : Deux écus accolés: (1) D'azur au pont isolé de deux arches d'or, accompagné de trois fleurs de lis du même rangées en chef. (2) De gueules fretté de six lances d’or, entresemé d’écussons du même, sur le tout d’azur à la fleur de lis d’or (armoiries de la Maison de Villeneuve, titulaire du marquisat de Trans). |